# Radika (Suriname)
Radio Radika, voluit Radio Dihaat Ki Awaaz, vertaald: De stem van het district, is een omroep in Suriname. Het werd in 1962 opgericht als radiostation. In 1982 brandden militairen het station plat, waardoor het tot 1990 niet meer uitzond. Sindsdien wordt zowel radio als televisie (Radika TV) uitgezonden. Per juli 2018 werd Radika verhuurd aan enkele prominente politici voor twee jaar. Na afloop van de huur bleken eigendommen van Radika te ontbreken, waardoor Radika sinds 1 juli 2020 niet meer kan uitzenden.

## Doelgroep
De uitzendingen zijn in de talen Nederlands en Sarnami Hindoestani en gericht op de Hindoestaanse bevolking. Politiek is het station de Vooruitstrevende Hervormings Partij gezind die eveneens een Hindoestaanse basis heeft.

## Geschiedenis
Radio Radika werd in 9 september 1962 opgericht door Shew Shawh Radhakishun, een ingenieur bij de mijnbouwmaatschappij Billiton, en zijn broer en rijke zakenman Harry Sharuh Radhakishun. Nadat Shew in 1971/ op 47-jarige leeftijd overleed, zette zijn nichtje Edith Radhakishun en Shews vrouw Roshnie Ramlakhan de zender voort. In 1973 nam Shews oudste zoon, Mahindra Radhakishun de bedrijfsvoering op zich.

### Platgebrand
Na de Sergeantencoup van 1980 zond Radika veel kritiek uit over de nieuwe machthebbers. Omroeper Bram Behr uitte zich negatief tegen de militaire dictatorschap van Desi Bouterse, terwijl omroeper Prem Radhakishun prominent mee deed aan een studentendemonstratie. De oppositie tegen de militairen heeft het radiostation duur moeten betalen. Terwijl vanaf 7 december 1982 de Decembermoorden in Fort Zeelandia waren begonnen door de militaire machthebbers, werden handgranaten in het radiostation gegooid waardoor het tot op de grond afbrandde, inclusief de andere vestigingen in het pand van ABC, de Moederbond en de krant De Vrije Stem.
In oktober 2017 bekende een van de militairen van de Groep van 16, Ruben Rozendaal, dat hij en Roy Esajas opdracht hadden gekregen naar de brand toe te gaan om te voorkomen dat ze geblust zouden worden. Over het verbod van Bouterse om de branden te blussen, zond het NOS-programma Zorg en Hoop een maand na de gebeurtenis een bandopname uit. Op aanraden van familie die zich al in Nederland bevond kwamen Roshnie Radhakishun en haar kinderen hen na.

### Herlancering
Van de ene op de andere dag was ze straatarm geworden en afhankelijk van hulp van anderen. Toen zij en haar zoon Mahindra in 1987 echter naar Suriname terugkeerden, nam ze zich voor: "al begin ik in een 'ondro oso' (onder het woonhuis) maar het radiostation zal weer te horen zijn." Vanaf 1990 ging de radiozender weer de ether in, met hulp van een oude collectie Indiase platen die Rashid Pierkhan van de radiozender Rapar op afbetaling beschikbaar stelde. Met de herlancering in 1990 werd het station uitgebreid met televisie-uitzendingen.